# Бендерський тролейбус
Бенде́рський троле́йбус — тролейбусна система в придністровському місті Бендери. Діє з 19 червня 1993 року. Зараз налічується близько 9 маршрутів. Довжина контактної мережі составляє 34,8 кілометрів.

## Історія
Перша черга тролейбусної лінії була здана в експлуатацію 19 червня 1993 року, вона з'єднала міста Бендери і Тирасполь
Загальна протяжність по лінії склала більше 14 кілометрів.
1994 року почалося будівництво тролейбусного депо.
1995 року запущена нова лінія протяжністю в 9,7 км, яка з'єднала центр міста з мікрорайоном «Сонячний».
6 листопада 1998 року введена в експлуатацію нова тролейбусна гілка, що з'єднала центр міста з мікрорайоном «Шовковий».
2000 року запущена чергова лінія, що з'єднала центр міста з мікрорайоном «Ленінський».
17 грудня 2002 року відбулося урочисте відкриття четвертого внутрішньоміського маршруту, який зв'язав центр міста з лікарнею, БОЕРЗ і мікрорайоном «Хомутянівка».
8 жовтня 2008 року добудували лінію, що з'єднала мікрорайон «Хомутянівка» з мікрорайоном «Сонячний». Таким чином, в Бендерах з'явився кільцевий маршрут.
З 6 лютого 2018 року розпочалося будівництво кільцевої тролейбусної лінії вулицями 50 років ВЛКСМ — Крянге — Старого.
19 червня 2018 року, з нагоди 25-річчя запуску тролейбусного руху в місті Бендери, введена в експлуатація нова кільцева лінія з відкриттям тролейбусного маршрута № 5А, який з'єднав центр міста з мікрорайоном «Борисівка».
Навесні 2019 року розпочалося будівництво тролейбусної лінії у мікрорайоні «Сонячний». 19 червня 2019 року відбулося відкриття тролейбусного маршруту № 1А. Він закільцював мікрорайон «Сонячний» тролейбусною лінією, яка пройшла вулицями Єрмакова, Ленінградською, Мацнева та 40-річчя Перемоги. Протяжність лінії становить 2 км. Дата відкриття обрана не випадково: саме 19 червня 1993 року було відкрито тролейбусний рух між Тирасполем і Бендерами. 

## Маршрути
| Перелік тролейбусних маршрутів в м. Бендери | Перелік тролейбусних маршрутів в м. Бендери | Перелік тролейбусних маршрутів в м. Бендери | Перелік тролейбусних маршрутів в м. Бендери                                          |
| №                                           | Пункт відправлення                          | Пункт прибуття                              | Примітки                                                                             |
| ------------------------------------------- | ------------------------------------------- | ------------------------------------------- | ------------------------------------------------------------------------------------ |
| 1                                           | Вулиця Лазо                                 | Мікрорайон «Сонячний»                       |                                                                                      |
| 1А                                          | Вулиця Лазо                                 | Мікрорайон «Сонячний»                       | Напівкільцевий, проти годинникової стрілки, через вул. Ленинградську та вул. Мацнева |
| 2                                           | Вулиця Лазо                                 | Мікрорайон «Шовковий»                       |                                                                                      |
| 3                                           | Вулиця Лазо                                 | Мікрорайон «Ленінський»                     |                                                                                      |
| 4                                           | Вулиця Лазо                                 | Вулиця Лазо                                 | Кільцевий за годинниковою через вулицю Бендерського Повстання                        |
| 5                                           | Вулиця Лазо                                 | Вулиця Лазо                                 | Кільцевий проти годинникової через вулицю Бендерського Повстання                     |
| 5А                                          | Вулиця Лазо                                 | Вулиця Лазо                                 | Кільцевий, через вулиці 50-річчя ВЛКСМ, Крянге, Старого, мікрорайон «Борисівка»      |
| 19                                          | Вулиця Лазо                                 | Республіканська лікарня (Тирасполь)         | Міжміський маршрут                                                                   |
| 19А                                         | Вулиця Лазо                                 | Республіканська лікарня (Тирасполь)         | Міжміський маршрут                                                                   |

## Рухомий склад

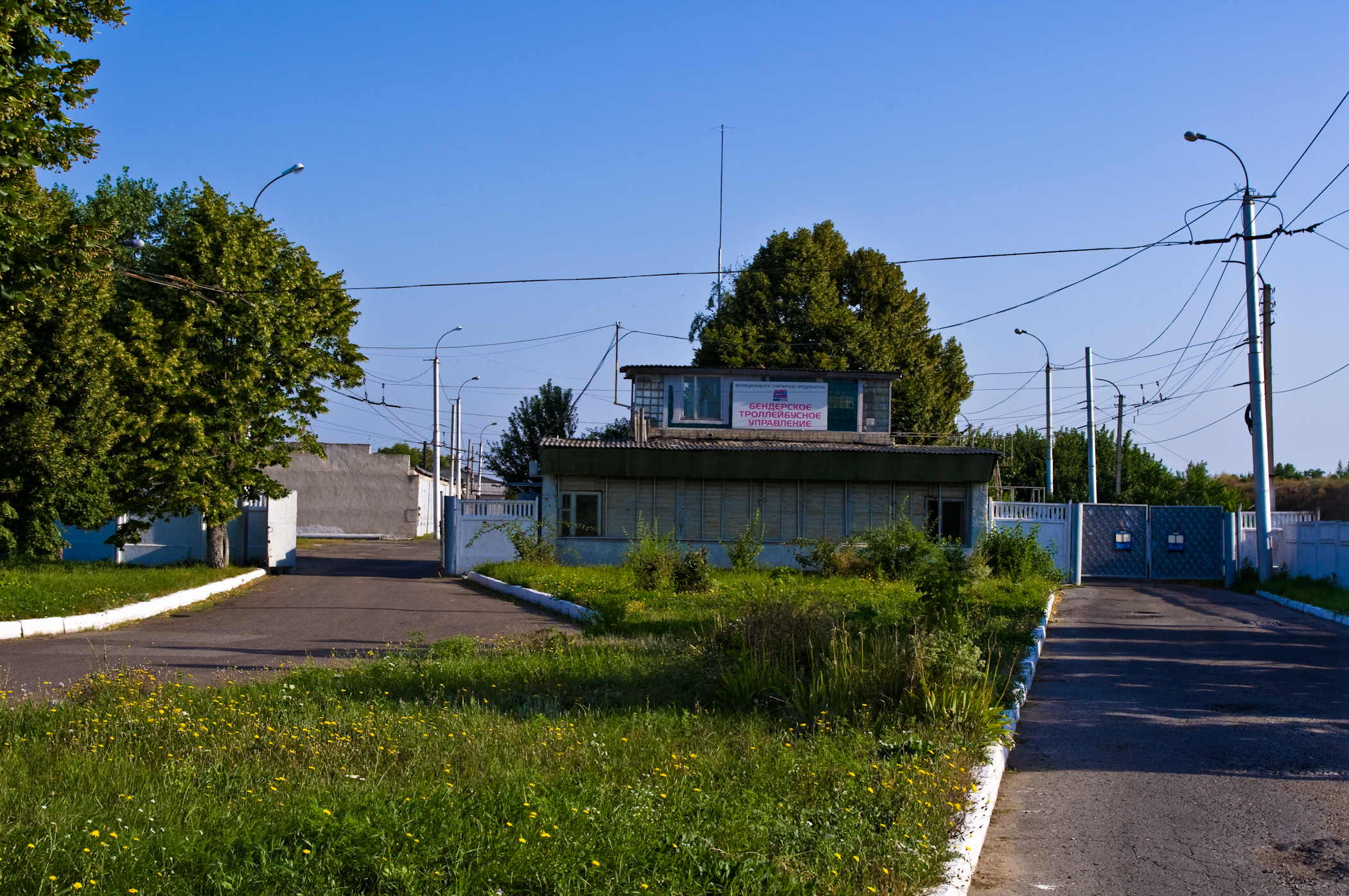
МУП Бендерське тролейбусне управління

На теперішній час тролейбусний парк оснащений в основному машинами марки ЗіУ-682, які були подаровані адміністраціями російських, українських і білоруських міст, також придбаний новий тролейбус у Москві марки ЗіУ-682ГМ (2008).
У середині червня 2009 року «Мінськтранс» безкоштовно передав Бендерському тролейбусному парку 15 тролейбусів.
29 вересня 2012 року Тирасполь передав 4 нових тролейбусів АКСМ-321 Бендерському тролейбусному управлінню. 6 серпня 2013 року Бендерські тролейбуси БКМ 321 (№ 54, 55, 56, 57) передані назад до Тирасполя.
13 лютого 2014 року в Бендерах оголошено підсумки щодо постачання 4 тролейбусів ВМЗ «Авангард». У квітні 2014 року надійшли лише 2 машини цієї моделі (№ 54—55).
На початку січня 2020 року до Бендер надійшли 3 нових тролейбуса моделі ВМЗ-5298.01 «Авангард» (№ 56—58). 16 січня 2020 року відбулася їх презентація мешканцям міста, після чого розпочали працювати на міських маршрутах.
| Пасажирський рухомий склад станом на 1 січня 2020 | Пасажирський рухомий склад станом на 1 січня 2020 |
| Тип моделі                                        | Кількість, шт.                                    |
| ------------------------------------------------- | ------------------------------------------------- |
| ЗіУ-682Г [Г00]                                    | 15                                                |
| ЗіУ-682 КВР БКМ                                   | 7                                                 |
| ЗіУ-682В [В00]                                    | 5                                                 |
| ЗіУ-682В-012 [В0А]                                | 2                                                 |
| ЗіУ-АКСМ (АКСМ 100)                               | 3                                                 |
| ВМЗ-5298.01 «Авангард»                            | 5                                                 |
| ЗіУ-682В-013 [В0В]                                | 1                                                 |
| ЗіУ-682 (УРТТЗ)                                   | 1                                                 |
| ЗіУ-682В                                          | 2                                                 |
| ЗіУ-682ГМ1                                        | 1                                                 |
| Всього:                                           | 42                                                |

## Вартість проїзду
З 1 січня 2012 року вартість проїзду за Указом Президента була збільшена до 1 рубля 90 коп. на внутрішньоміських маршрутах і до 2 рублів 30 коп. на маршруті № 19.

## Галерея

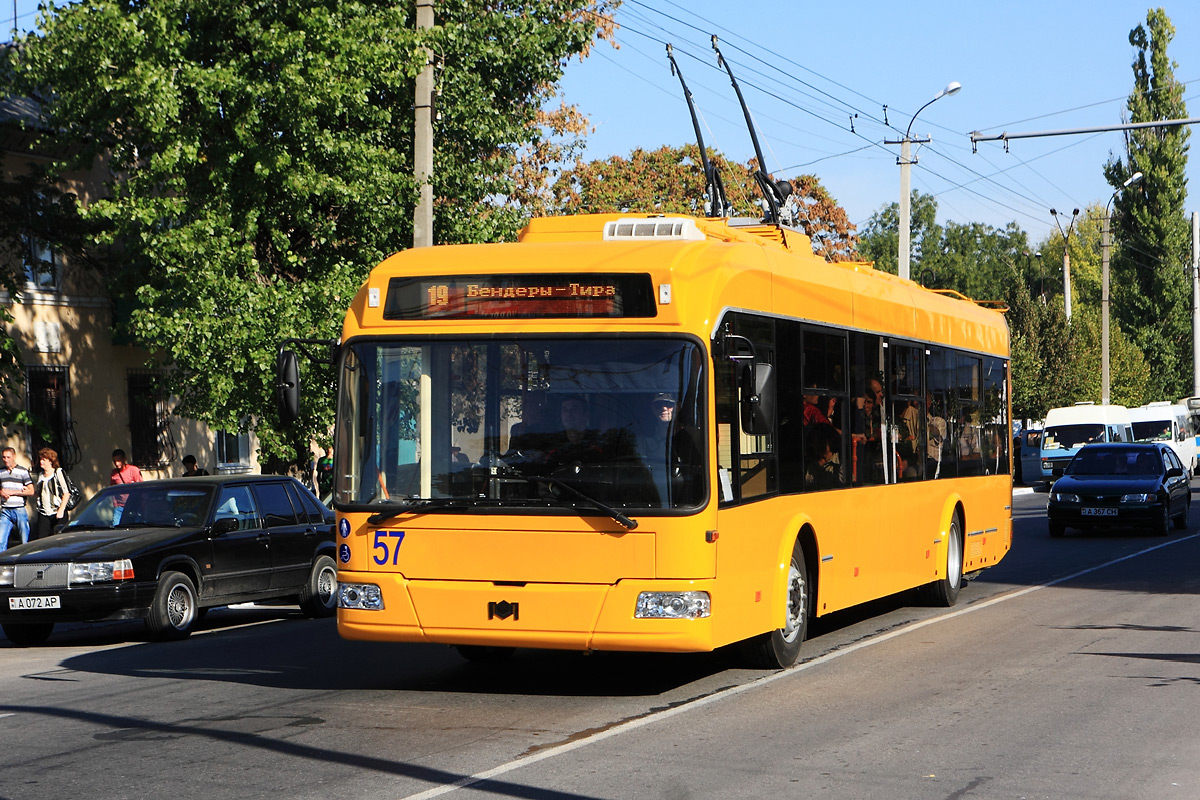
Тролейбус АКСМ-321 в Бендерах
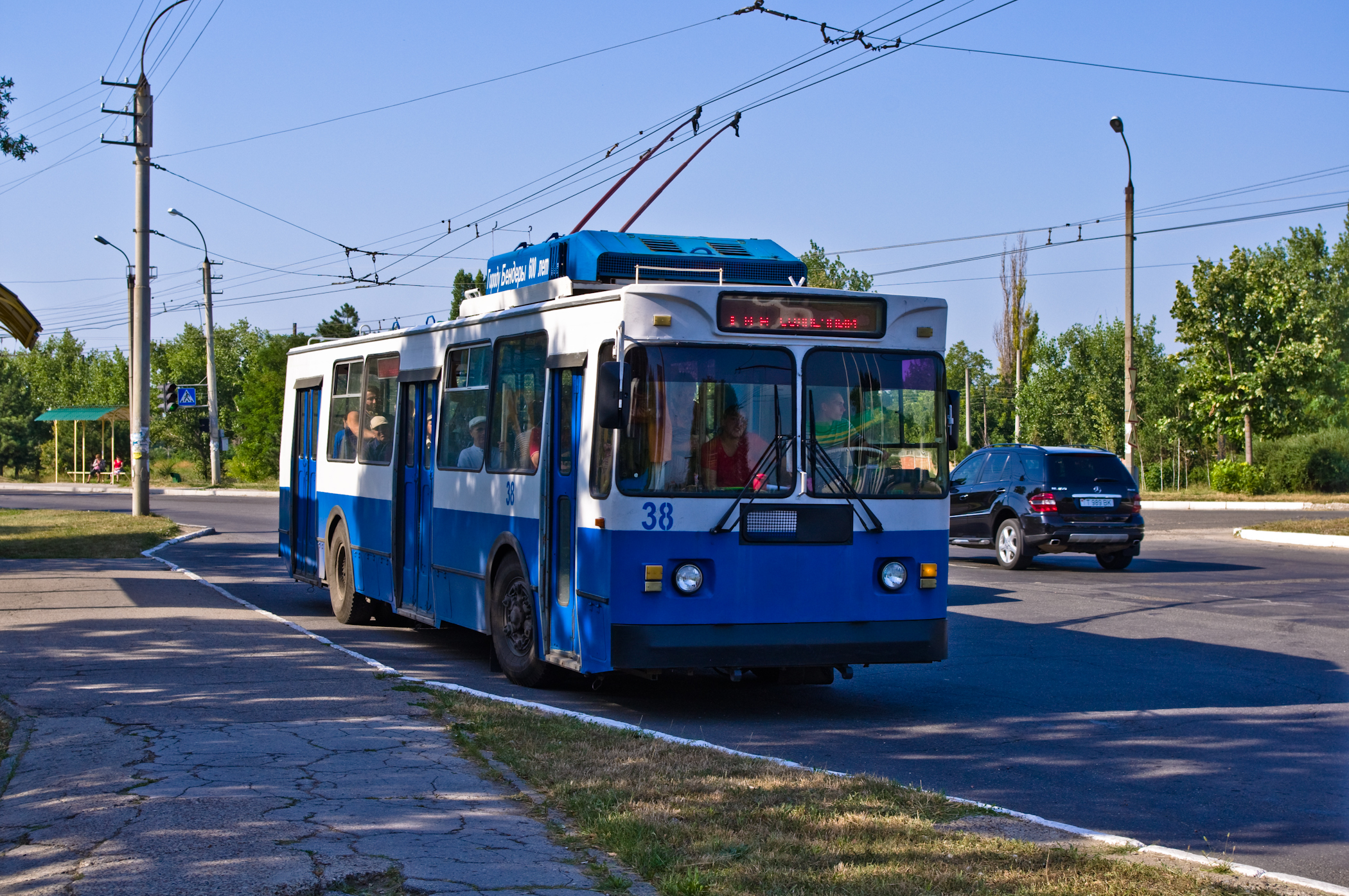
Тролейбус на вулиці Лазо
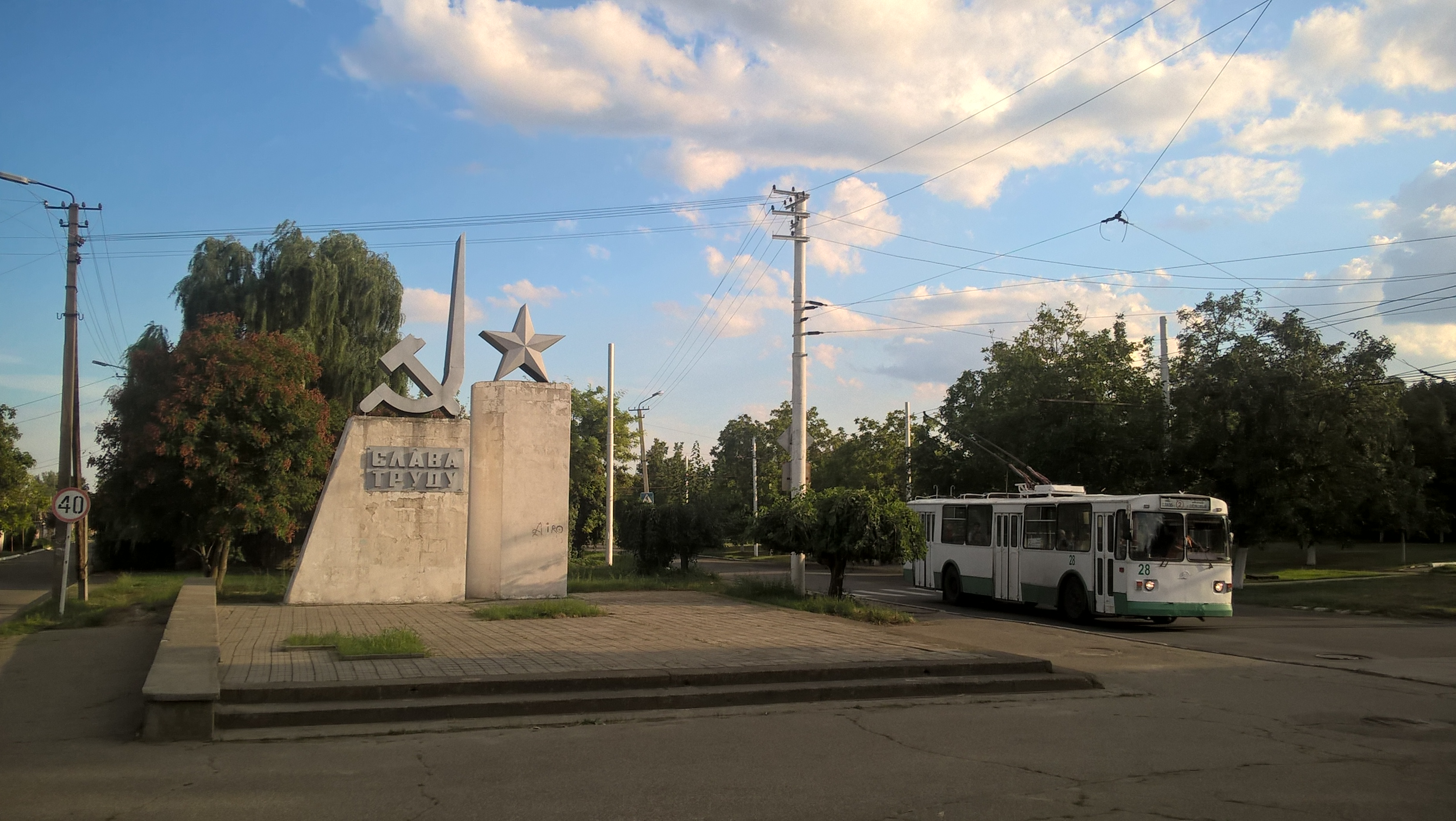
Тролейбус поблизу монумента «Слава Труду»
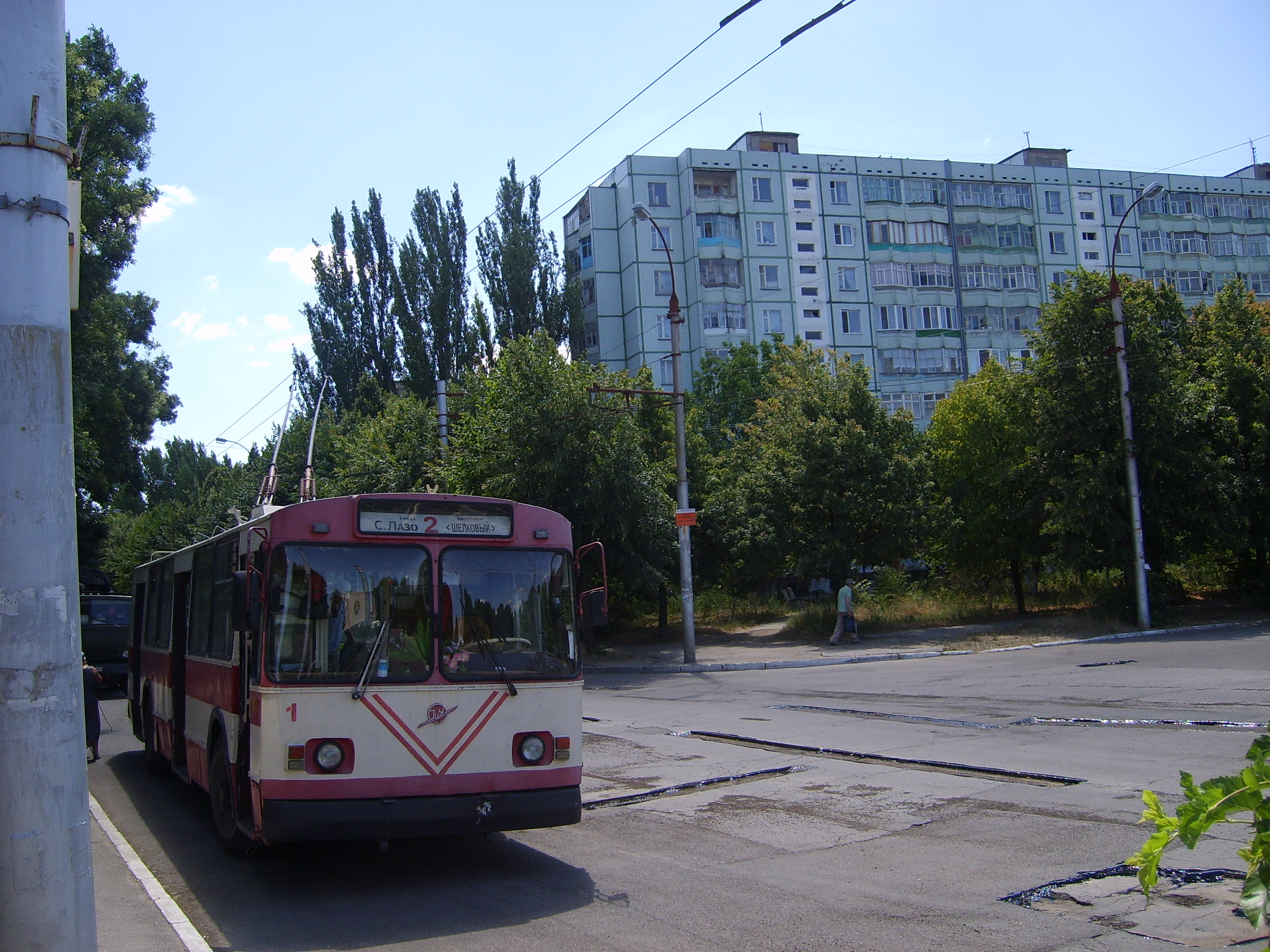
Троллейбус в мікрорайоні «Шовковий»
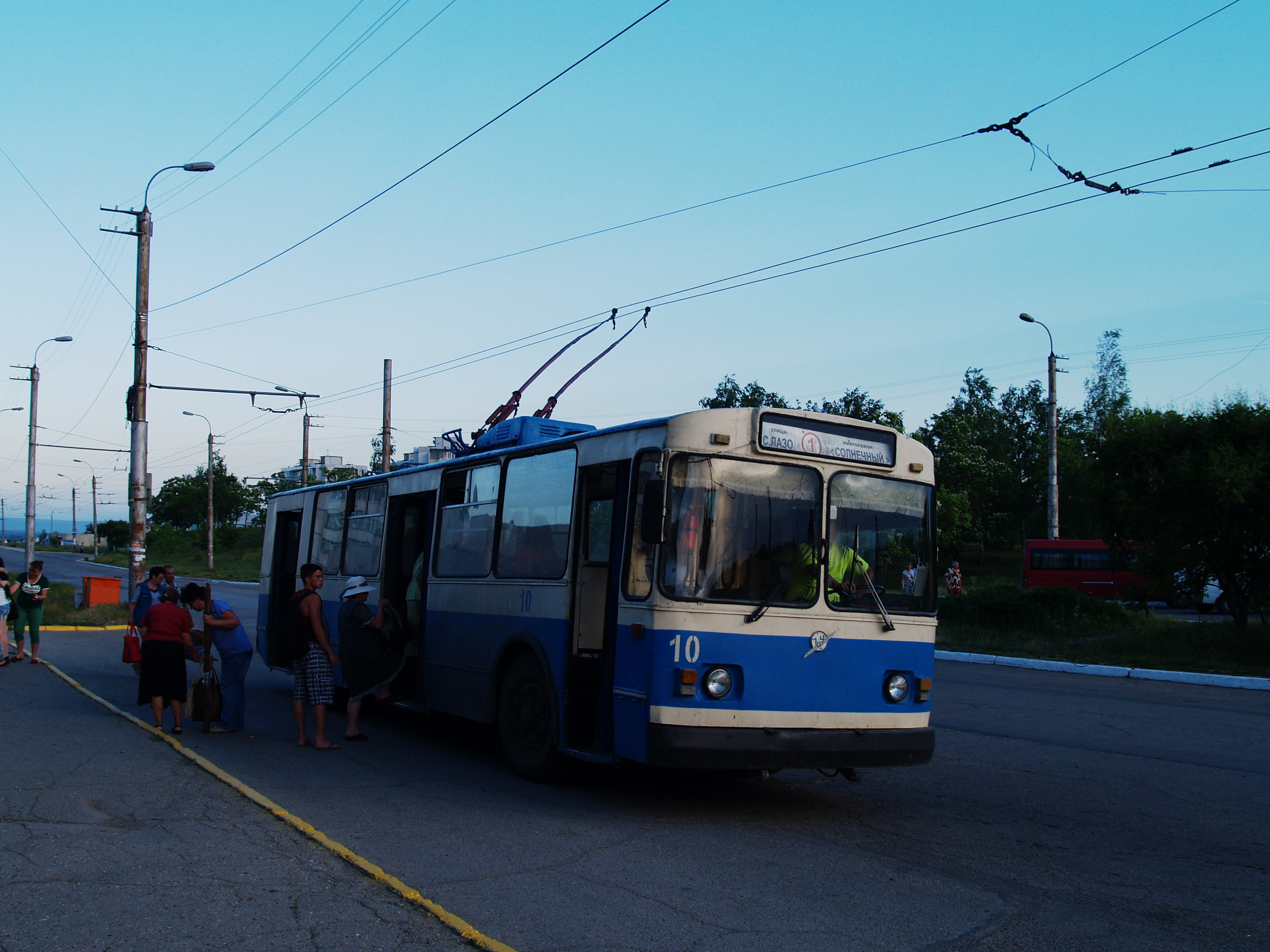
Тролейбус на зупинці
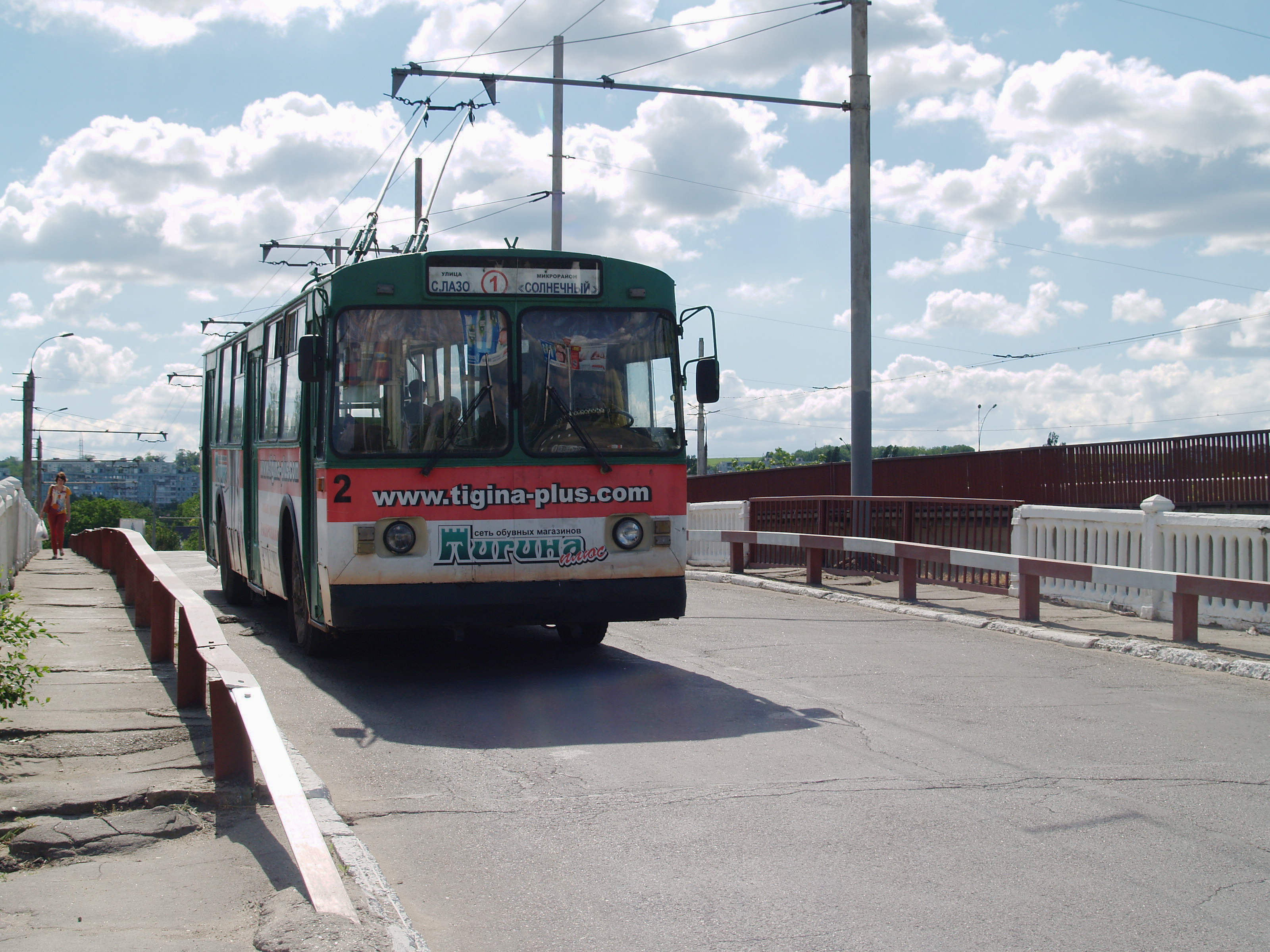
Тролейбус на мосту